# 索迪里奧斯·卡治亞高斯
索迪里奧斯·"索迪雷斯"·卡治亞高斯（希臘語：Σωτήρης Σωτήρης Κυργιάκος，1979年7月23日—），出生在希臘特里卡拉，是一名希臘職業足球員，司職中堅。

## 球會生涯
彭拿典奈高斯
卡治亞高斯的足球生涯在家鄉球會暴風馬加隆尼奧（Θύελλα Μεγαλοχωρίου）開始。1996/97球季，他成為彭拿典奈高斯足球學院的成員，他在球會的訓練場彭亞尼亞綜合體育場（Paiania athletic complex）成長和踢球。
其後在1999/00球季，他被外借至乙級球會阿治奧尼古拉斯（Άγιος Νικόλαος），並贏得他自己視之為第二位父親的球會主席林普斯·馬里斯（Lampros Maris）的重視。他效力了阿治奧尼古拉斯兩年。2001年，他參加了OFI克里特的季前營。
卡治亞高斯在對布拉格斯拉維亞的歐聯外圍賽第三輪的賽事中受傷，這意味著他不得不返回彭亞尼亞綜合體育場，成為一般球員。
格拉斯哥流浪
隨後的一月，他於2004/05球季被外借至格拉斯哥流浪以期在球季結束後取得永久合約。他加盟後球隊贏得了連續兩年第二個的蘇超冠軍，而他則在蘇格蘭聯賽盃決賽對馬瑟韋爾的賽事中攻入兩球，協助球隊以5-1擊敗對手。由於，他最初與格拉斯哥流浪未能達成簽約的共識，所以，他曾先後與愛華頓、樸茨茅夫、史浩克04和意大利球會熱拿亞進行磋商，然而他最終與格拉斯哥流浪簽約一年。這年，他在對波圖的歐聯賽事中射入了一個著名的奠勝球。
2006年5月，他在合約期滿後被球會放棄。
法蘭克福
2006年6月，卡治亞高斯加盟法蘭克福並簽訂了兩年合約。在他加盟的首季，他的極好的表現和不少的關鍵球都幫助球隊保級，使他成為球迷的寵兒。翌季，他與球隊更出色的表現，使球隊在球季結束後位列第9名。2008年7月1日，他的兩年合約結束後，由於卡治亞高斯不願續約，所以遭到球會所放棄。
AEK雅典
2008年8月1日，他轉投AEK雅典並簽訂了五年合約。據稱，他的年薪高達160萬歐羅，他幫助球隊取得希臘盃亞軍。
利物浦
2009年8月21日，他以據報200萬英鎊身價轉會至利物浦並簽訂了兩年合約，並附加續約一年的條款。他成為利物浦的首位希臘球員。加盟後，他穿上了16號球衣。
2009年8月29日，他在對保頓的賽事中首次代表利物浦在聯賽上陣，利物浦最終以3-2的比分勝出。
2011年8月22日，利物浦官方宣布基尔贾科斯转会德甲球队沃尔夫斯堡。

## 國際賽
2002年2月13日，他在對瑞典的賽事中首次代表希臘上陣。2003年2月13日，他在對挪威的賽事中攻入其國際賽場的首個入球。
他由於被格拉斯哥流浪隊友史提芬·高斯弄至膝蓋受傷而無法參加2004年歐洲國家盃，無獨有偶這次歐國盃的得主正是希臘。他在2008年歐洲國家盃外圍賽中攻入3球，因而獲選入希臘在2008年歐洲國家盃的最後名單中。
國際賽入球
| 入球 | 日期          | 地點           | 對手   | 比分 | 結果 | 性質                   |
| ---- | ------------- | -------------- | ------ | ---- | ---- | ---------------------- |
| 1.   | 2003年2月13日 | 希臘伊拉克利翁 | 挪威   | 1-0  | 贏   | 友誼賽                 |
| 2.   | 2007年3月24日 | 希臘雅典       | 土耳其 | 1-4  | 輸   | 2008年歐洲國家盃外圍賽 |
| 3.   | 2007年9月12日 | 挪威奧斯陸     | 挪威   | 2-2  | 和   | 2008年歐洲國家盃外圍賽 |
| 4.   | 2007年9月12日 | 挪威奧斯陸     | 挪威   | 2-2  | 和   | 2008年歐洲國家盃外圍賽 |

## 榮譽
彭拿典奈高斯
- 希超：2004
- 希臘盃：2004

格拉斯哥流浪
- 蘇超：2005
- 蘇格蘭聯賽盃：2005

## 外部連結
- （希腊文）Official website
- （英文）Official liverpool profile
- （希腊文）Official AEK Athens profile
- （德文）Profile at Transfermarkt.de
- 足球数据库：Sotirios Kyrgiakos的球员统计数据
- （英文）ESPN Profile （页面存档备份，存于）